# Autovía A-35
Die Autovía A-35 oder Autovía Almansa–Xátiva ist eine Autobahn in Spanien. Die Autobahn beginnt in Almansa und endet in Xátiva.

## Abschnitte
| Position | Kurzbezeichnung des Abschnitts | Abschnitt                         | km   | Eröffnung |
| -------- | ------------------------------ | --------------------------------- | ---- | --------- |
| 1        | A-35                           | Almansa-Fuente la Higuera         | 10,9 | 1996      |
| 2        | A-35                           | Fuente la Higuera-Mogente (west)  | 11,7 | 1996 (?)  |
| 3        | A-35                           | Variante Mogente                  | 3,7  | 1997      |
| 4        | A-35                           | Mogente (ost)-Alcudia de Crespins | 23,5 | 1996      |

## Streckenführung
| Position | höhst zulässige Geschwindigkeit (km/h) | Fahrbahnen | Richtung (Játiva)                          | Richtung (Almansa)                                  | Fahrbahnen              |
| -------- | -------------------------------------- | ---------- | ------------------------------------------ | --------------------------------------------------- | ----------------------- |
| 1        | 100                                    |            | Beginn der Autovía Almansa – Játiva (A-35) | Ende der Autovía Almansa – Játiva E-903 A-31-N-430a |                         |
| 2        | 120                                    |            | Puerto de Almansa                          | Puerto de Almansa                                   |                         |
| 3        | 120                                    | 11         | Caudete-Murcia-Villena-Elche               | Caudete-Murcia-Villena-Elche                        | A-33 E 903 Autovía A-31 |
| 4        | 120                                    | 14         | Navalón                                    | Navalón                                             |                         |
| 5        | 120                                    | 23         | Mogente                                    | Mogente                                             |                         |
| 6        | 120                                    | 28         |                                            | Mogente                                             |                         |
| 7        | 120                                    | 32         | Vallada                                    | Vallada                                             | CV-649                  |
| 8        | 120                                    | 34         | Vía de Servicio                            |                                                     |                         |
| 9        | 120                                    | 37         | Montesa                                    | Montesa                                             | CV-5690                 |
| 10       | 120                                    | 38         | Canals                                     | Canals                                              | CV-598                  |
| 11       | 120                                    | 40         | Alcudia de Crespins                        | Alcudia de Crespins                                 |                         |
| 12       | 120                                    | 42         | Alcudia de Crespins-Enguera                | Alcudia de Crespins-Enguera                         |                         |
| 13       | 120                                    | 44         | Ontinyent-Alicante-CV-60-Gandía            |                                                     | A-7                     |
| 14       |                                        |            | Ende der Autovía Almansa – Játiva (A-35)   | Beginn der A-35                                     |                         |

## Größere Städte an der Autobahn
- Almansa
- Xátiva